# Proces stohastic
Un proces stohastic, sau uneori proces aleatoriu, este opusul procesului determinist (sau sistem determinist) considerat în teoria probabilităților. În loc de o singură variantă posibilă de evoluție a procesele în timp (așa cum este cazul soluțiilor unei ecuații diferențiale ordinare, de exemplu), într-un proces stohastic există o incertitudine în evoluția viitoare descrisă de distribuții de probabilitate. Acest lucru înseamnă că deși se cunoaște condiția inițială (sau punctul de plecare), există mai multe posibilități de continuare a procesului, dar unele căi sunt mai probabile decât altele.
Un proces stohastic poate fi reprezentat ca o funcție aleatorie. În aplicațiile practice, domeniul de definiție al unui asemenea proces este un interval de timp - purtând numele de serie temporală - sau un loc din spațiu - purtând în acest caz numele de câmp aleatoriu.
Exemple comune ale seriilor de timp includ:
- fluctuațiile ratelor de schimb și ale cotațiilor acțiunilor din burselor de mărfuri.
- semnalele audio și video, intermitența unor surse de energie regenerabilă
- datele medicale, cum ar fi EKG, EEG, tensiunea arterială sau temperatura corpului
- mișcările aleatorii: mișcarea Browniană și drumurile aleatoare.

Exemplele de câmpuri aleatorii includ imaginile, topografiile aleatorii (peisajele) sau reprezentarea variațiilor de compoziție ale materialelor eterogene.